# Dettey
Dettey est une commune française située dans le département de Saône-et-Loire, en région Bourgogne-Franche-Comté.

## Géographie
Dettey est une commune de 2 250 hectares dont le bourg culmine à une altitude d'environ 526 mètres.
Avec seulement 80 habitants pour une superficie de 22,5 km2, c'est la commune la moins densément peuplée de Saône-et-Loire.

### Climat
Pour des articles plus généraux, voir Climat de la Bourgogne-Franche-Comté et Climat de Saône-et-Loire.
En 2010, le climat de la commune est de type climat des marges montargnardes, selon une étude du Centre national de la recherche scientifique s'appuyant sur une série de données couvrant la période 1971-2000. En 2020, Météo-France publie une typologie des climats de la France métropolitaine dans laquelle la commune est exposée à un climat océanique altéré et est dans la région climatique Centre et contreforts nord du Massif Central, caractérisée par un air sec en été et un bon ensoleillement.
Pour la période 1971-2000, la température annuelle moyenne est de 9,8 °C, avec une amplitude thermique annuelle de 16,6 °C. Le cumul annuel moyen de précipitations est de 962 mm, avec 13,2 jours de précipitations en janvier et 8,2 jours en juillet. Pour la période 1991-2020, la température moyenne annuelle observée sur la station météorologique de Météo-France la plus proche, « Saint-Symphorien de Marmagne », sur la commune de Saint-Symphorien-de-Marmagne à 14 km à vol d'oiseau, est de 11,1 °C et le cumul annuel moyen de précipitations est de 974,4 mm. 
La température maximale relevée sur cette station est de 42 °C, atteinte le 18 juillet 1964 ; la température minimale est de −22 °C, atteinte le 16 janvier 1985,,.
Les paramètres climatiques de la commune ont été estimés pour le milieu du siècle (2041-2070) selon différents scénarios d'émission de gaz à effet de serre à partir des nouvelles projections climatiques de référence DRIAS-2020. Ils sont consultables sur un site dédié publié par Météo-France en novembre 2022.

## Urbanisme

### Typologie
Au 1er janvier 2024, Dettey est catégorisée commune rurale à habitat très dispersé, selon la nouvelle grille communale de densité à sept niveaux définie par l'Insee en 2022.
Elle est située hors unité urbaine. Par ailleurs la commune fait partie de l'aire d'attraction de Montceau-les-Mines, dont elle est une commune de la couronne,. Cette aire, qui regroupe 22 communes, est catégorisée dans les aires de 50 000 à moins de 200 000 habitants,.

### Occupation des sols
L'occupation des sols de la commune, telle qu'elle ressort de la base de données européenne d’occupation biophysique des sols Corine Land Cover (CLC), est marquée par l'importance des territoires agricoles (70,4 % en 2018), en diminution par rapport à 1990 (73,8 %). La répartition détaillée en 2018 est la suivante : 
prairies (62,1 %), forêts (28,4 %), zones agricoles hétérogènes (8,4 %), milieux à végétation arbustive et/ou herbacée (1,1 %). L'évolution de l’occupation des sols de la commune et de ses infrastructures peut être observée sur les différentes représentations cartographiques du territoire : la carte de Cassini (XVIIIe siècle), la carte d'état-major (1820-1866) et les cartes ou photos aériennes de l'IGN pour la période actuelle (1950 à aujourd'hui).

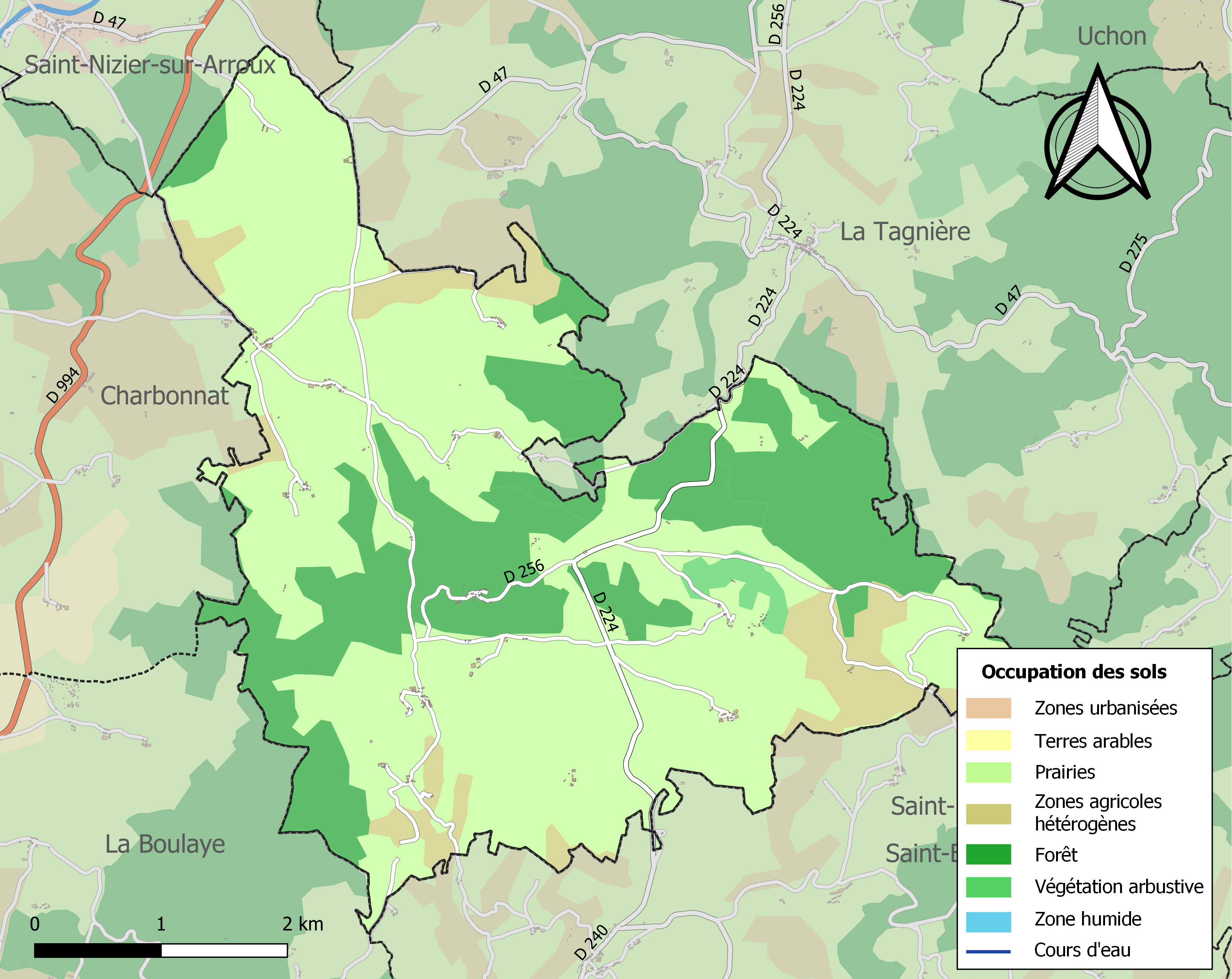
Carte des infrastructures et de l'occupation des sols de la commune en 2018 (CLC).

## Histoire
Dettey appartenait au bailliage de Montcenis.
À la Révolution, l'église fut dépouillée de son mobilier ; les objets en cuivre, argent et bronze furent envoyés aux fonderies du Creusot, le 9 octobre 1793, dont une cloche pesant 668 livres.

## Politique et administration
Dettey est une commune de Saône-et-Loire en Bourgogne qui dépend du canton d'Autun.
| Période                                  | Période      | Identité            | Étiquette | Qualité |
| ---------------------------------------- | ------------ | ------------------- | --------- | ------- |
| mars 1989                                | 26 août 2012 | Gilbert Lapalus     |           |         |
| octobre 2012                             | en cours     | Marie-Claude Bonnot |           |         |
| Les données manquantes sont à compléter. |              |                     |           |         |

## Démographie
L'évolution du nombre d'habitants est connue à travers les recensements de la population effectués dans la commune depuis 1793. Pour les communes de moins de 10 000 habitants, une enquête de recensement portant sur toute la population est réalisée tous les cinq ans, les populations de référence des années intermédiaires étant quant à elles estimées par interpolation ou extrapolation. Pour la commune, le premier recensement exhaustif entrant dans le cadre du nouveau dispositif a été réalisé en 2005.

En 2022, la commune comptait 88 habitants, en évolution de +8,64 % par rapport à 2016 (Saône-et-Loire : −1,06 %, France hors Mayotte : +2,11 %).
| 1793 | 1800 | 1806 | 1821 | 1831 | 1836 | 1841 | 1846 | 1851 |
| ---- | ---- | ---- | ---- | ---- | ---- | ---- | ---- | ---- |
| 441  | 435  | 420  | 444  | 450  | 428  | 432  | 441  | 440  |

| 1856 | 1861 | 1866 | 1872 | 1876 | 1881 | 1886 | 1891 | 1896 |
| ---- | ---- | ---- | ---- | ---- | ---- | ---- | ---- | ---- |
| 394  | 446  | 404  | 440  | 451  | 466  | 502  | 476  | 464  |

| 1901 | 1906 | 1911 | 1921 | 1926 | 1931 | 1936 | 1946 | 1954 |
| ---- | ---- | ---- | ---- | ---- | ---- | ---- | ---- | ---- |
| 423  | 405  | 400  | 332  | 322  | 329  | 282  | 255  | 211  |

| 1962 | 1968 | 1975 | 1982 | 1990 | 1999 | 2005 | 2006 | 2010 |
| ---- | ---- | ---- | ---- | ---- | ---- | ---- | ---- | ---- |
| 203  | 186  | 152  | 144  | 118  | 107  | 101  | 99   | 93   |

| 2015 | 2020 | 2022 | - | - | - | - | - | - |
| ---- | ---- | ---- | - | - | - | - | - | - |
| 80   | 88   | 88   | - | - | - | - | - | - |

## Vie locale

### Culte
Dettey relève de la paroisse Sainte-Jeanne-de-Chantal, qui regroupe seize villages et dont le siège est à Étang-sur-Arroux.

## Culture locale et patrimoine

### Lieux et monuments
Sont à voir sur le territoire de la commune de Dettey :
- l'église Saint-Martin

Roman, datant de la fin du XIe siècle, cet édifice est entièrement appareillé du solide granite local. Il se compose d'une nef unique, d'une travée de chœur, d'une abside semi-circulaire et d'un gros clocher carré à la verticale de la travée, qui conserve une statue en bois de saint Martin (important groupe en bois polychrome du XVIe siècle, montrant le saint sur son cheval donnant la moitié de son manteau à un pauvre à Amiens, celui-ci rengainant son épée après avoir coupé son manteau en deux). Elle est dominée par un clocher carré trapu terminé par une courte pyramide (à l'étage du beffroi, il est ajouré de fenêtres romanes géminées à colonnettes médianes au nord et à l'est et d’une simple baie en plein cintre au sud et à l'ouest). Le chevet est couvert de tuiles rondes, des modillons sculptés ornant la corniche. L'église a été restaurée de nombreuses fois, la dernière restauration datant de 1989 par le conseil général de Saône-et-Loire et la commune. Désormais, l'angélus sonne à nouveau à 7 heures, midi et 19 heures.
- le château de Valveron

D'origine médiévale, il a appartenu aux familles de Clugny et Duverne.
- des rochers granitiques

Répartis sur deux sites, ces rochers sont : « Le Profil de Napoléon ou Bonnet du Diable » et « La Pierre qui croule » (de 47 tonnes, en parfait équilibre, que l'on peut bouger sous l'effort d'impulsions bien rythmées).
- une table d'orientation

Cette table située à côté du château d'eau permet d'identifier les différents monts du panorama et même le mont Blanc.

## Pour approfondir